# Хирасэ Сакугоро
Хирасэ Сакугоро (яп. 平瀬 作五郎 Хирасэ Сакугоро:, 12 февраля 1856, Фукуи — 4 января 1925, Киото) — японский художник и ботаник-любитель, открывший подвижные спермии у голосеменного дерева гинкго.

## Биография
Получил художественное образование, преподавал живопись и рисунок в провинции. С 1888 года работал художником на кафедре ботаники Императорского университета в Токио. 
В 1893 году из личного любопытства начал пристально наблюдать за деревом гингко и обнаружил, что у дерева образуются подвижные спермии со жгутиками, которые на тот момент не были описаны у голосеменных растений. Этим открытием Хирасэ поделился с молодым учёным Икэно Сэйитиро, который в это же время исследовал саговник поникающий и обнаружил, что мужские гаметы этого вида также обладают подвижностью. Икэно подтвердил открытие Хирасэ, и в 1894—1896 годах тот опубликовал в токийских научных журналах серию статей с описанием обнаруженных им спермиев. 
Вскоре после открытия Хирасэ оставил работу в университете и далее на протяжении многих лет преподавал рисование в школе в Хиконе. Однако в 1912 году, когда профессор Икэно был удостоен за свои исследования Императорской премии, он потребовал от премиального комитета, чтобы Хирасэ разделил с ним эту премию, и награда была вручена обоим.

## Память
К 60-летию открытия Хирасэ у дерева, за которым он наблюдал в университетском ботаническом саду, была установлена мемориальная табличка.